# Septembre 1853

## Événements
- 6 septembre (Brésil) : début du gouvernement de Conciliation « apolitique » de Carneiro Leão, marquis de Parana (fin en 1857).

- 10 septembre : traité de Table Rock. Les Indiens qui peuplent l’Oregon acceptent de céder leurs terres aux colons en échange de 60 000 dollars, qui ne leur seront jamais versés.

- 23 septembre : Napoléon III à la Vieille Bourse de Lille reconnait l'importance de l'application des sciences à l'industrie et le besoin de formation d'ingénieurs.

- 24 septembre : en représailles au massacre des marins français de l’Alcmène par des indigènes, en novembre 1850, le contre-amiral Febvrier-Despointes prend possession de la Nouvelle-Calédonie en tant que colonie. Elle est désormais rattachée aux Établissements français d'Océanie (Tahiti). La Nouvelle-Calédonie sera utilisée comme colonie pénitentiaire.
  - La France, alliée au Royaume-Uni contre la Russie, ne se heurte pas à l’opposition britannique. L’île représente de nombreux avantages stratégiques : elle peut menacer la Nouvelle-Galles du Sud et offre une base de repli en cas de guerre. Sa position facilite le trafic vers le Japon et la Chine. Elle est un centre de distribution de marchandises vers la Polynésie.

- 26 septembre : rencontre d’Olmütz entre François Joseph Ier d'Autriche et Nicolas Ier de Russie. Échec de la tentative de conciliation de la Russie avec le Royaume-Uni et la France.

- 29 septembre : la Porte, assuré du soutien du Royaume-Uni et de la France, déclare la guerre à la Russie.

- 30 septembre, France : décret impérial portant autorisation de la Compagnie des chemins de fer de jonction du Rhône à la Loire.

## Naissances
- 2 septembre : Wilhelm Ostwald, chimiste allemand.
- 15 septembre : Joseph-Félix Bouchor, peintre français († 27 octobre 1937).
- 21 septembre : Edmund Blair Leighton, peintre britannique († 1er septembre 1922).
- 25 septembre : Henry Robert Emmerson, premier ministre du Nouveau-Brunswick.
- 29 septembre : Luther D. Bradley, illustrateur américain et caricaturiste politique  († 9 janvier 1917).